# La Faille souterraine et Autres Enquêtes
La Faille souterraine et Autres Enquêtes (titre original : Pyramiden) est un recueil de nouvelles policières de Henning Mankell paru en 1999 en Suède, traduit en français en 2012. Les cinq nouvelles composant ce recueil mettent en scène l'inspecteur de police Kurt Wallander, dans des enquêtes antérieures à tous les romans de la série, juste avant Meurtriers sans visage.

## Résumé
- Le Coup de couteau, Hugget (littéralement: Coup [de couteau])
  - Première enquête de Kurt Wallander en juin 1969 : Wallander a 21 ans, il est policier stagiaire à Malmö et se réveille à l'hôpital, blessé assez gravement (cet évènement est souvent rappelé dans la série). On revient ensuite de quelques jours en arrière pour suivre l'enquête que Wallander va mener sous les ordres de son premier mentor, le commissaire Hemberg, quant au suicide de son voisin de palier. Wallander a une petite amie qui se nomme Mona, sa future épouse, qu'il délaisse d'ores et déjà pour son travail.

- La Faille souterraine, Sprickan (Fissure)
  - À la veille de Noël 1975, Wallander va contrôler un magasin isolé car la gérante a appelé la police; quelqu'un de bizarre rodant autour de son commerce. À partir de là les évènements s'enchaînent, de manière peu propices pour le policier. Mona et lui sont mariés et leur fille Linda a 5 ans; ils habitent Malmö.

- L'Homme sur la plage, Mannen på stranden (L'Homme à la plage)
  - En avril 1987, Wallander travaille depuis longtemps à Ystad. Là, il peine — déjà (cette anecdote est souvent mentionnée dans la série) — sur une affaire de trafic d'automobiles de luxe avec la Pologne. Un petit patron de Stockholm est retrouvé mort dans un taxi pendant une course, porteur d'une somme importante en liquide. Le premier lieu de recherche, où le taxi conduisait souvent la victime, est une plage avec de belles résidences d'été.

- La Mort du photographe, Fotografens död (La Mort du photographe)
  - En avril 1988, un photographe entame des  travaux bizarres, qui ne peuvent pas rester impunis. Wallander le connaît puisque c'est lui qui a immortalisé son mariage quelques années plus tôt.

- La Pyramide, Pyramiden (La Pyramide) 
  - En décembre 1989 (1 mois avant les Meurtriers sans visage) se produisent dans un court laps de temps deux accidents apparents: un petit avion de tourisme brûle dans un champ et une boutique d'artisanat également: les pilotes et les commerçants y ont perdu la vie. Wallander doit également aller rechercher au Caire son père qui a voulu escalader la Grande Pyramide. Sinon Mona l'a quitté depuis deux mois: la lessive de Wallander n'est toujours pas faite, son frigo reste (désespérément) vide, la liste des commissions traîne par-là, il pense à cette maison à la campagne qu'il souhaiterait acquérir, et à un chien, et à un crédit pour changer de voiture.

## Éditions françaises
Édition imprimée originale
- Henning Mankell (trad. du suédois par Anna Gibson), La Faille souterraine et autres enquêtes [« Pyramiden »], Paris, éd. du Seuil, coll. « Seuil policiers », 4 octobre 2012, 470 p., 23 cm (ISBN 978-2-02-105354-8, BNF 42777504)

Livre audio
- Henning Mankell (trad. du suédois par Anna Gibson), La Faille souterraine et autres enquêtes [« Pyramiden »], Ville-d'Avray, éd. Sixtrid, 24 mai 2013 (EAN 3358950002399, BNF 43743498)Texte intégral ; narrateur : Marc-Henri Boisse ; support : 2 disques compacts audio MP3 ; durée : 13 h 20 min environ ; référence éditeur : Sixtrid A43M.

Édition au format de poche
- Henning Mankell (trad. du suédois par Anna Gibson), La Faille souterraine et autres enquêtes [« Pyramiden »], Paris, éd. Points, coll. « Points : policier » (no P3161), 2 janvier 2014, 513 p., 18 cm (ISBN 978-2-7578-3855-6, BNF 43748556)